# Phoebe mafra
Phoebe mafra är en skalbaggsart som beskrevs av Martins och Maria Helena M. Galileo 1998. Phoebe mafra ingår i släktet Phoebe och familjen långhorningar. Inga underarter finns listade i Catalogue of Life.